# 2400 A.D.
2400 A.D.는 Chuck Bueche에 의해 디자인 되고 오리진 시스템즈가 1987년 발매한 컴퓨터 롤플레잉 게임이다. 이것은 DOS와 애플 II 플랫폼으로 개발되었다; Commodore 64를 위한 버전이 계획되었었지만, 완료되진 못했다.

## 서두
이 post-apocalyptic RPG는 플레이어에게 행성 XK-120의 인간 거주자들을 Tzorgs라고 알려져있는 폭압적인 종족인 로봇 박해자들의 손아귀에서 해방시키려 시도하는 비밀 저항 단체 일원으로서의 역할을 맡긴다.궁극적인 목적은 robots' central control을 파괴하는 것이다.

## 설명
Chuck Bueche에 의해 만들어진 이 RPG 에서, 플레이어들은 Metropolis라는 미래적인 도시에 살고 있는 평범한 남자의 역할을 맡는다. 이 도시는 정복당했으며, 그 주민들은 Tzorgs라 알려진 외계 종족에 의해 노예화되었다. Tzorgs들은 Metropolis의 질서 유지를 위해 로봇들을 파견함으로써, 도시를 경찰국가화했다. 어딘가에서 Tzorgs에 대항하여 투쟁하기 위한 비밀 저항 운동이 일어났다는 소문이 있다. 하지만, 그 저항 단체를 찾기 위한 여정은 위험하며, 로봇들에게 잡히면 감옥으로 내던져질 것이다...
게임 플레이 스타일은 같은 회사 오리진 시스템즈의 울티마시리즈와 매우 유사하다. 전체적인 게임은 탑-다운 시점으로 묘사된다. 키보드에 할당된 키를 눌러서 여러 명령들(찾기, 열기, 대화하기, 등등.)을 수행할 수 있다. 탐험화면에서 전투도 또한 표현되며, 플레이어는 A 키(Attack)와 방향지시 키를 눌러서 적을 향하여 공격할 수 있다. 게임은 큰 도시 전체를 배경으로 하여, 거리와 빌딩들을 탐험하고, 구매할 수 있는 아이템과 무기. 그리고 대화할 수 있는 주민들을 포함한다.

## 발매
2400 AD에는 펼칠 수 있는 큰 도시 지도와 함께, 3 개의 lead figures세트가 포함되어있다. 3 개 모두 Grenadier Miniatures에 의해 주조되었으며(2 개는 1984년, 하나는 1987년) 중무장한 로봇 병사를 묘사하고 있다.

## 이식 및 속편
Commodore 64용 이식이 John Romero에 의해 개발진행 중이었으나, 원래의 애플 II 버전이 흥행 실적이 좋지 않았던 관계로 보류되고 말았고, 1988년 6월에 Romero는 오리진을 떠났다. Commodore 64 이식이 다시 한 번 진행되었고, Ocean Software의 프로그래머인 Allan Shortt가 작업했으나, 소통 문제(communication problems) 때문에 85% 수준에서 다시 보류되고 말았다.
Chuck가 2500 A.D.라는 이름의 속편을 개발했으나, 2400 A.D.의 흥행 저조에 의해 개발단계에서 중단되고 말았다.